# آرثر كولفين
آرثر كولفين (بالإنجليزية: Arthur Colvin)‏ هو جندي وجراح وطبيب أسترالي، ولد في 24 أبريل 1884 في Jamberoo ‏ في أستراليا، وتوفي في 20 أغسطس 1966 في بوتس بوينت ‏ في أستراليا.